# Aventure Malgache
Aventure Malgache är en brittisk propagandafilm från 1944 i regi av Alfred Hitchcock.

## Handling
En skådespelare berättar, medan han och hans skådespelartrupp förbereder sig för att gå in på scenen, om ett äventyr han hade under andra världskriget, i den då axelstyrda franska kolonin Madagaskar.

## Rollista i urval
- Paul Bonifas – Michel, Chef de la Sûreté
- Paul Clarus – sig själv
- Jean Dattas – man som läser ett telegram
- Andre Frere – Pierrot
- Guy Le Feuvre – generalen
- Paulette Preney – Yvonne

## DVD
Milestone Films har givit ut Aventure Malgache, tillsammans med Hitchcocks andra franskspråkiga kortfilm från 1944 Bon Voyage, på DVD och VHS.